# گمینا زارشن
گمینا زارشن (به لهستانی:  Gmina Zarszyn) یک گمینا در لهستان است که در شهرستان سانوک واقع شده‌است. گمینا زارشن ۱۰۵٫۹۶ کیلومتر مربع مساحت و ۹٬۲۲۵ نفر جمعیت دارد.